# Rayon (botanique)
Pour les articles homonymes, voir rayon.
En botanique, un rayon est, dans 
une ombelle d'Apiaceae ou d'Euphorbiaceae, un pédoncule (rameau) qui se termine par une fleur. Tous les rayons partent d’un même point et s’élèvent en général à la même hauteur.

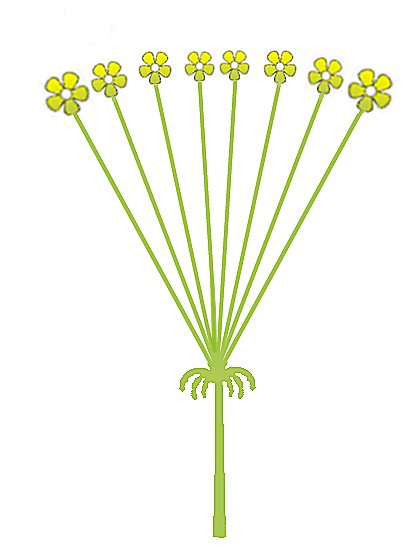
Schéma d’ombelle.
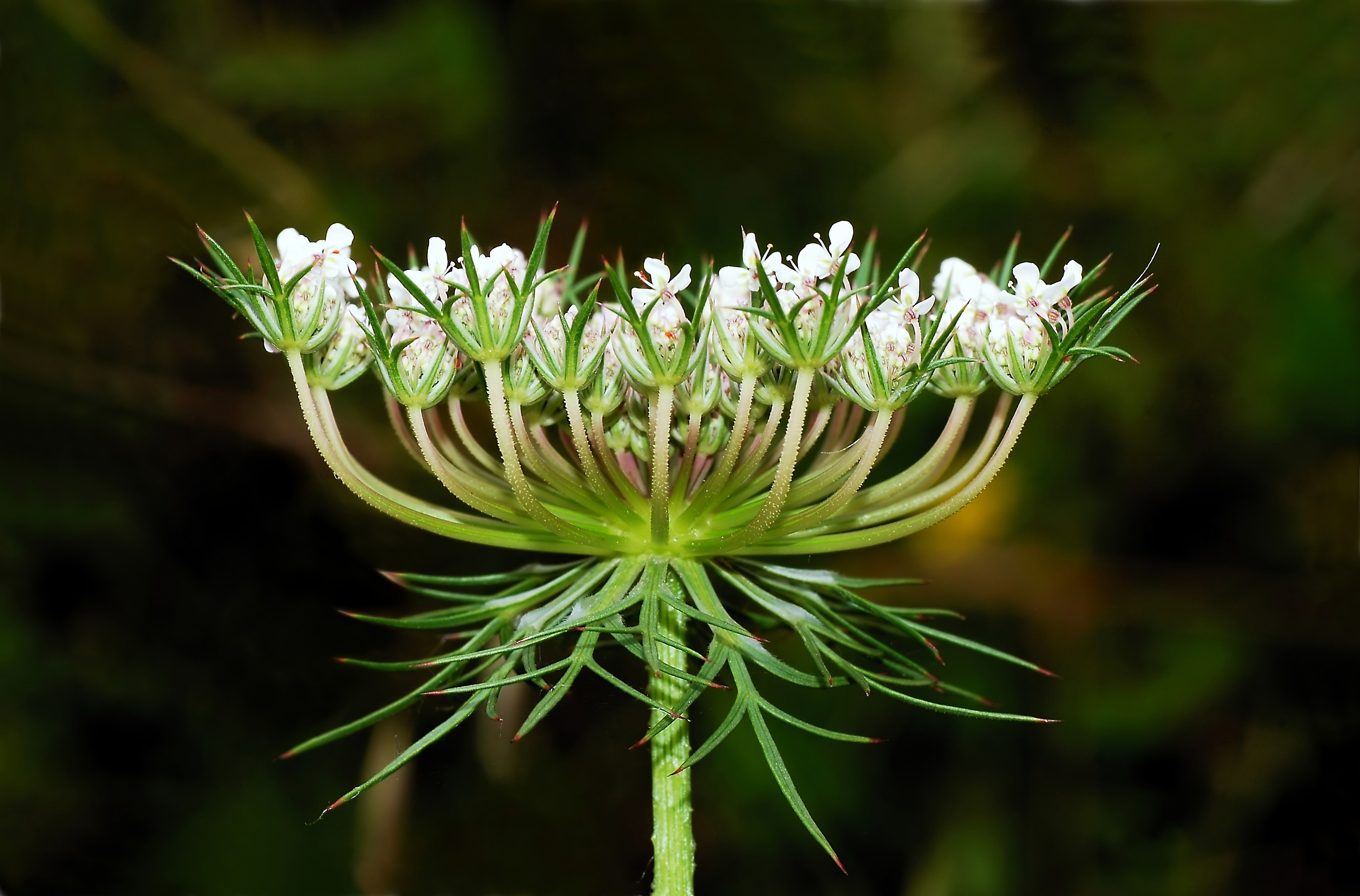
Ombelle de carotte.
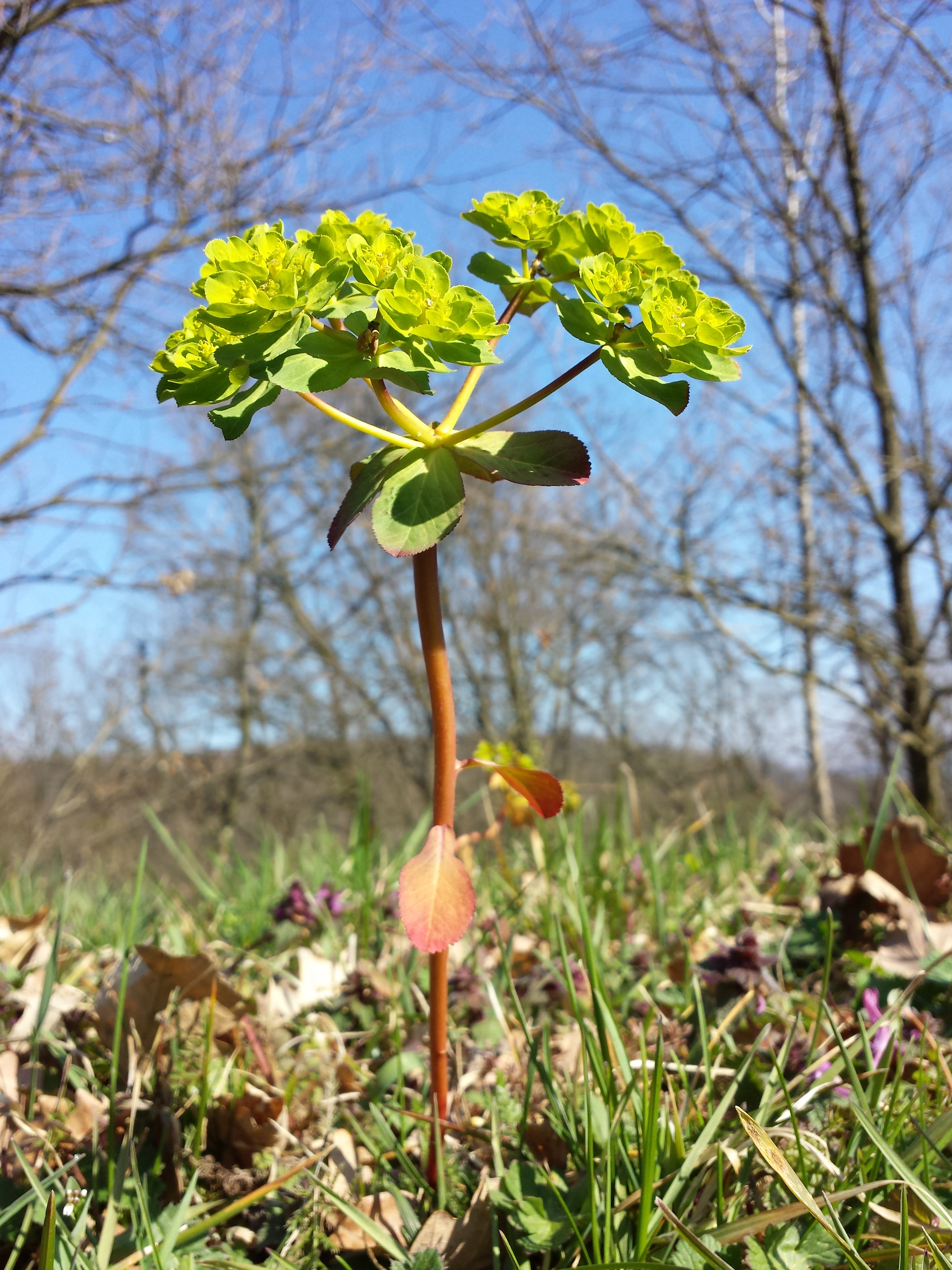
Ombelle d’Euphorbia helioscopia.